# 尚真王
尚真王（しょうしんおう、旧字体：尙眞王、1465年（成化元年） - 1527年1月13日（嘉靖5年12月11日））は、琉球王国第二尚氏王統の第3代国王（在位1477年（成化13年） - 1527年（嘉靖5年））。第二尚氏王統の初代国王尚円王の長男。童名は真加戸樽金（まかとだるかに）。神号は於義也嘉茂慧（おぎやかもい）。

## 出生・即位
1465年に尚円王と宇喜也嘉の長男として誕生した。
1476年に第二尚氏王朝を開いた尚円王が没すると、尚真が幼かったため、尚円王の弟である尚宣威が後継ぎとして王に即位した。しかし、尚宣威の即位式でノロが尚宣威に「尚真の方が王に相応しい」という神託を受けた、と伝え、神託に従った宣威王は退位した。この出来事により1477年に12歳の尚真が尚真王として即位した。これは王府の女官に力を持っていた母后の宇喜也嘉陰謀と考えられている。

## 内政

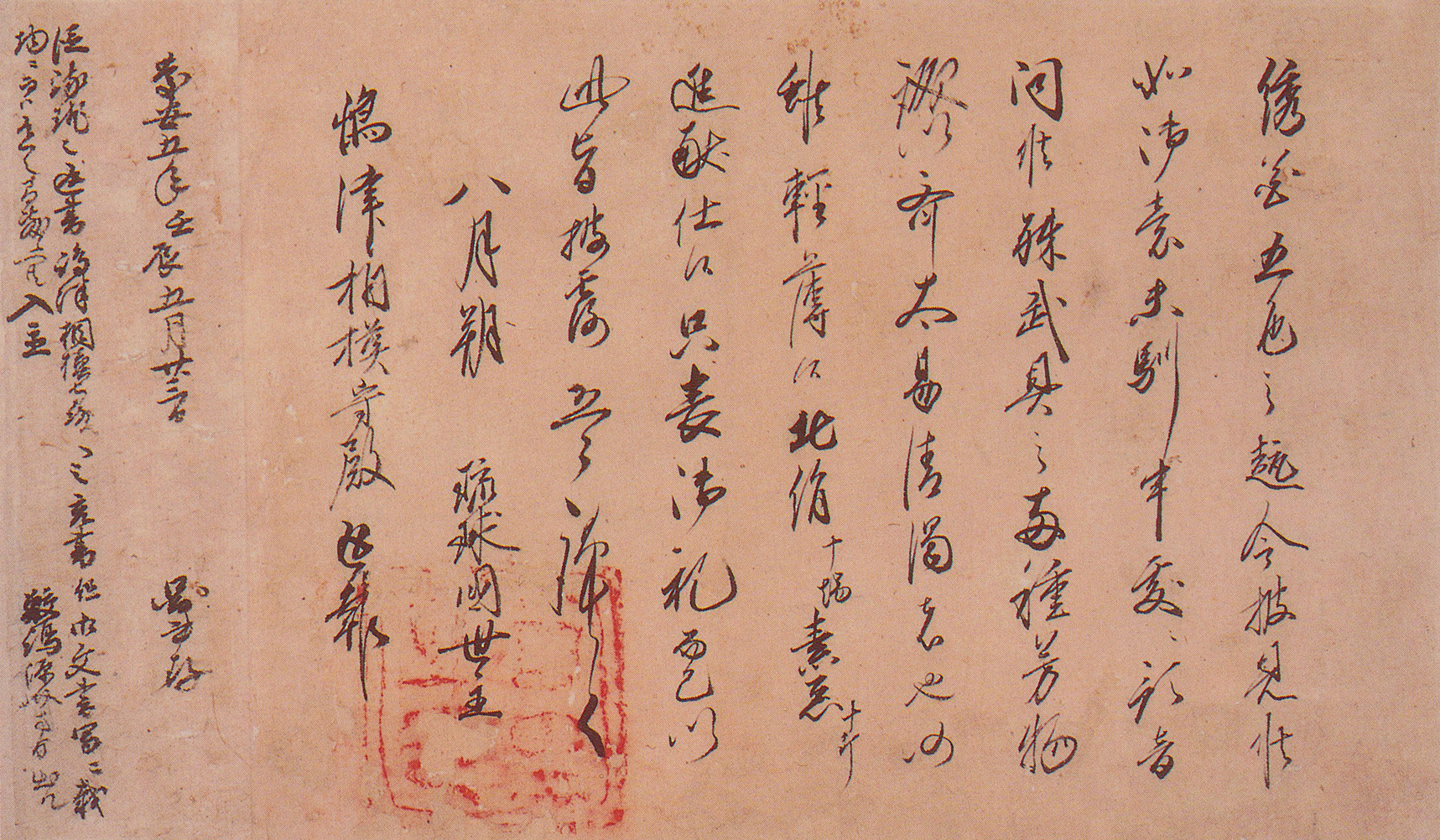
島津忠良宛琉球国世主（尚真王）書状（1526年）

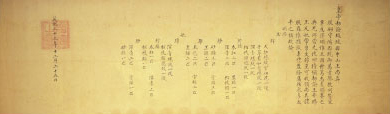
弘治帝が執筆した尚真王宛の書簡

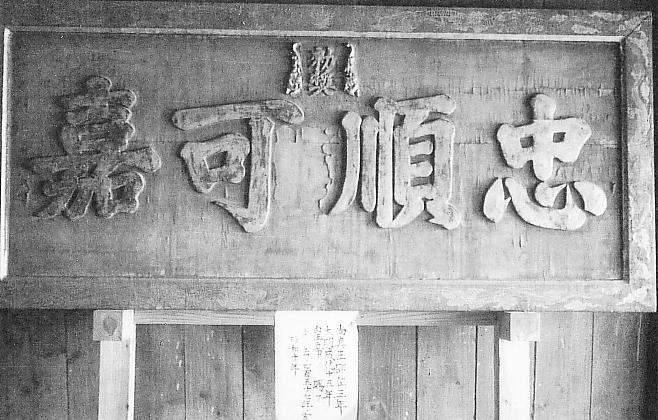
成化帝が尚真王に贈った勅額

初期の頃は幼少であり、母后が政務を見ていたという記録が、当時琉球に漂着した朝鮮人の記録にも見える。

### 外交政策
尚真王は明との朝貢貿易を中心に東アジア(主に日本・朝鮮)、東南アジアとの貿易外交を推進し、琉球王国の経済発展に力を入れた。特に明との関係を重視し、1年間に多くの貿易船を明へ送っていた。
貿易を中心とした外交政策の成功もあり、琉球王国内の経済は発展した。

### 戦争
琉球諸島の統一にも力を入れており、琉球に存在する勢力の反乱を完全に鎮め、琉球諸島の統一を果たしている。

### 政治改革
各地に割拠して力を持っていた按司を首都の首里に集居させ、王を中心とした政治システムの構築を進めた。
また、各地のノロを聞得大君という新しく設置位の統制下に置くシステムを構築した。上記の他にも尚真王は武器の所持を禁じる法令を出しているなど、軍事的な改革も行っている。この法令に納得できなかった国民は独自の防衛技術を生み出した。その独自の防衛技術は空手のルーツにもなった。
このような政治改革を行った結果、国王の権力はより一層強固なものとなった。

### 土木事業
尚真王は土木事業にも力を入れた。玉陵の建造、首里城の増築等の王家に関連する建造物の建造・増設を行った外、軍用道路の整備のような軍事関係の土木事業も行った。これら土木事業を行った尚真王は、琉球王国における国王の絶対的な権力を示した。
環境美化活動も推進した。

## 死去
尚真王は1527年に死去した。享年62。尚真王の国王としての在位期間は約50年であり、これは歴代国王の中でも最長の記録である。
善政が敷かれていた尚真王の治世は後に「琉球の黄金時代」と呼ばれた。

## 文化の興隆
- 臨済宗を琉球に伝えた芥隠承琥に帰依し、第二尚氏の菩提寺として弘治7年（1494年）に円覚寺を創建した。
- 1509年に首里城正殿の欄干に設置された碑文「百浦添欄干之銘」には尚真王の事跡として11項目が列挙されている[6]。
- 士族の教養のために三弦を奨励した。

## 家族
- 父 - 尚円王
- 母 - 宇喜也嘉/世添大美御前加那志
- 妃 - 居仁（生没年不詳。尚宣威王の長女）
- 夫人
  - 思戸金按司加那志（号は華后。生年不伝 - 1516年（正徳11年）3月11日。父は謝氏二世知名親雲上成良、崎山村仲里家の祖）
  - 銘苅村銘苅子の娘
- 子女
  - 長男 - 尚維衡・浦添王子朝満（童名・思徳金、号・月浦。1494年（弘治7年） - 1540年（嘉靖19年）11月11日。 小禄御殿一世、母は妃）
  - 次男 - 尚朝栄・大里王子（生没年、母、葬地不詳。後裔なし。位牌は天界寺）
  - 三男 - 尚韶威・今帰仁王子朝典（童名・真武體金、号・宗仁。生日不伝 - 嘉靖年間卒。具志川御殿一世）
  - 四男 - 尚龍徳・越来王子朝福（童名・真三良金、号・雲体。生没年、葬地不詳。向氏嘉味田殿内一世）
  - 五男 - 尚清・中城王子（のち即位。母は華后）
  - 六男 - 尚享仁・金武王子（生没年、母、葬地不詳。後裔なし。位牌は天界寺）
  - 七男 - 尚源道・豊見城王子（生没年、母、葬地不詳。後裔なし。位牌は天界寺）
  - 長女 - 佐司笠按司加那志（童名・真鍋樽、号・慈山。生没年不詳。母は銘苅子の娘、向氏湧川殿内二世・見里王子朝易に嫁ぐ）

〇外子　池城安基(母･儀保大阿母志良礼･毛氏池城殿内一世大新城親方池城安基

## 冊封使（1479年）
- 正使：董旻（兵科給事中）
- 副使：張祥（行人司右司副）

## 尚真王を題材としたフィクション作品
- 『琉球のユウナ』 - 響ワタル作[9][10]、白泉社『LaLaDX』、2017年[11] - 2022年[12]